# Jason Richardson (ciclista)
Jason Richardson es un deportista estadounidense que compitió en ciclismo en la modalidad de BMX. Ganó tres medallas en el Campeonato Mundial de Ciclismo BMX entre los años 1996 y 2004.

## Palmarés internacional
| Campeonato Mundial | Campeonato Mundial          | Campeonato Mundial | Campeonato Mundial |
| Año                | Lugar                       | Medalla            | Competición        |
| ------------------ | --------------------------- | ------------------ | ------------------ |
| 1996               | Brighton (Reino Unido)      | Medalla de plata   | Cruiser            |
| 1999               | Vallet (Francia)            | Medalla de bronce  | Cruiser            |
| 2004               | Valkenswaard (Países Bajos) | Medalla de plata   | Cruiser            |